# 羅旺哲
羅旺哲（1987年12月25日—）是中華民國記者出身的政治人物，無黨籍，畢業於文化大學新聞研究所，曾任東森新聞台資深記者、臺北市政府發言人。2023年2月，上任未满2个月，请辞台北市政府发言人，立場偏向於國民黨。

### 廣播節目
| 時間                        | 頻道      | 節目                                   | 備註       |
| 2023年6月15日-2023年6月16日 | POP Radio | 《POP搶先報》(1100時段)                | 代班主持人 |
| 2023年6月27日               | POP Radio | 《POP搶先報》(1100時段)                | 代班主持人 |
| 2024年1月2日-至今           | POP Radio | 《POP大國民》（週二1800時段→1700時段） | 主持人     |
| 2024年11月27日              | POP Radio | 《POP搶先報》(1100時段)                | 代班主持人 |
| 2025年1月22日               | POP Radio | 《POP搶先報》(1100時段)                | 代班主持人 |
| 2025年1月23日               | POP Radio | 《POP搶先報》(1200時段)                | 代班主持人 |
| 2025年2月4日                | POP Radio | 《POP大國民》（1700時段）              | 代班主持人 |
| 2025年2月13日               | POP Radio | 《POP搶先報》(1200時段)                | 代班主持人 |
| 2025年2月18日               | POP Radio | 《POP大國民》（1700時段）              | 代班主持人 |
| 2025年2月20日               | POP Radio | 《POP搶先報》(1200時段)                | 代班主持人 |
| 2025年4月3日                | POP Radio | 《POP搶先報》(1200時段)                | 代班主持人 |
| 2025年4月7日                | POP Radio | 《POP搶先報》(1100時段)                | 代班主持人 |
| 2025年5月22日               | POP Radio | 《POP搶先報》(1200時段)                | 代班主持人 |
| 2025年6月25日               | POP Radio | 《POP大國民》（1700時段）              | 代班主持人 |
| 2025年7月3日                | POP Radio | 《POP搶先報》(1200時段)                | 代班主持人 |

## 外部連結
- 羅旺哲的Instagram帳戶
- 羅旺哲的Facebook專頁